# クリストファー・タロフュア
クリストファー・タロフュア（Christopher Tolofua、1993年12月31日 - ）は、トップ14モンペリエ・エロー・ラグビーに所属するラグビー選手。

## プロフィール
- フランス・フレジュス出身。
- ポジションはフッカー(HO)。
- 身長 182cm、体重 132kg
- U20フランス代表に選ばれたことがある[1]。
- フランス代表キャップは7（2024年11月現在）。

## 略歴
トゥールーズ、サラセンズを経て、2019年、RCトゥーロンに加入。また同年、ペアト・モーヴァカの負傷に伴い、ラグビーワールドカップ2019のフランス代表に追加召集された。
2024年、モンペリエに加入。 